# 1941
|  | Aquest article tracta sobre l'any. Vegeu-ne altres significats a «1941 (pel·lícula)». |

## Esdeveniments
Països Catalans
- 18 de gener, Barcelona: S'inaugura el Museu Marítim de Barcelona a la vella seu de les Drassanes Reials.[1]

Resta del món
- Vaga de febrer
- 4 de març, Illes Lofoten: l'exèrcit britànic hi comença l'operació Claymore, Segona Guerra Mundial.[2]
- 24 de maig, Segona Guerra Mundial: batalla de l'estret de Dinamarca[3]
- 22 de juliol: L'emissora Radio España Independiente (“la Pirenaica”), amb programació en català, comença a emetre des de Moscou.[4]
- 6 de setembre, Tercer Reich: les autoritats nazis obliguen a tots els jueus de més de 6 anys a dur sobre la roba una estrella de David amb la paraula Jüde (jueu en alemany).
- 11 de setembre, Washington DC, Estats Units: el president dels Estats Units Roosevelt ordena a l'Armada que dispari contra qualsevol vaixell alemany que navegui entre la costa oriental dels Estats Units i Islàndia, Segona Guerra Mundial).[5]
- 19 de setembre, EUA: es publica More Fun Comics núm. 73 que conté la primera aparició d'Aquaman, un superheroi de DC creat per Paul Norris i Mort Weisinger.
- 2 d'octubre, Segona Guerra Mundial: Alemanya inicia, amb l'Operació Tifó, una ofensiva total contra Moscou.
- 15 d'octubre, EUA: es publica Pep Comics núm. 22 de MLJ Comics (actualment Archie Comics) amb la primera aparició d'Archie Andrews, Betty Cooper i Jughead Jones.[6]
- 7 de desembre, Pearl Harbor, Oahu, illes Hawaii, EUA: l'aviació i la flota japoneses bombardegen aquesta base naval dels Estats Units, la qual cosa provoca que aquest país entri a la Segona Guerra Mundial, atac a Pearl Harbor).

## Naixements
Països Catalans
- 1 de gener - Sa Pobla, Mallorca: Simó Andreu Trobat, actor mallorquí.
- 2 de gener - Vidrà, Osona: Maria Dolors Alibés i Riera, escriptora de llibres infantils, historiadora i mestra de professió (m. 2009).[7]
- 13 de gener - Barcelona: Pasqual Maragall i Mira, polític català, 127è president de la Generalitat de Catalunya.
- 27 de març - Santanyí: Antònia Vicens i Picornell, escriptora mallorquina autora de novel·les i reculls poètics.[8]
- 21 d'abril:
  - Vic, Osona: Pilar Bayés i de Luna, dibuixant i ninotaire catalana.[9]
  - Carlet, Ribera Alta: Perfecto Garcia Chornet, pianista valencià (m. 2001).
- 1 de juny - Sabadell, Vallès Occidental: Jordi Domènech Soteras, poeta català (2003).[10]
- 2 de juny - Reus: Joaquim Mallafrè i Gavaldà, traductor i lingüista català (m. 2024).[11]
- 10 de juny - Barcelona: Joan Soler i Amigó, pedagog i escriptor català, especialitzat en la recerca de la cultura popular (m. 2022).
- 19 de juliol - València, l'Horta: Alfons Cucó Giner, professor i polític valencià.
- 26 de juliol - Barcelona: Maria Josep Ragué Arias, crítica teatral i assagista (m. 2019).[12]
- 28 de juliol:
  - Anglès: Eulàlia Hortal i Brugués, folklorista catalana que ha treballat en la recuperació de diverses danses empordaneses.[13]
  - Los Teques: Roger Alier i Aixalà, historiador i crític musical català (m. 2023).
- 30 de juliol - Barcelona: Rosa Maria Sardà, actriu catalana de teatre, cinema i televisió.[14]
- 1 d'agost - Igualada, Anoia: Jordi Savall i Bernadet, músic català.[15]
- 20 d'agost - l'Hospitalet de Llobregat: Mercè Olivares Soler, líder veïnal de Collblanc-La Torrassa durant la dictadura i la transició.[16]
- 1 de setembre - Barcelona: Tilbert Dídac Stegmann, catedràtic de filologia romànica, professor de literatura i catalanòfil alemany.[17]
- 6 de setembre - València: María Luisa Merlo Colomina, actriu teatral valenciana.[18]
- 21 de setembre - Barcelona: Núria Feliu, cantant i actriu catalana (m. 2022).[19]
- 27 de setembre - Barcelona: Marina Clotet i Guasch, dirigent veïnal catalana (m. 2006).[20]
- 6 d'octubre - Barcelona: Lluís Bassat i Coen, publicitari català.
- 3 de novembre - Palma: Josep Massot i Muntaner, monjo benedictí, filòleg, historiador i assagista català (m. 2022).
- 5 de novembre - Barcelona: Jaume Perich, humorista gràfic català.
- 18 de novembre:
  - Barcelona: Xavier Romeu i Juvé, escriptor, professor i polític independentista i marxista català.
  - Terrassa, Vallès Occidental: Marta Pessarrodona, poetessa, narradora i crítica literària catalana.[21]
- 21 de novembre - Torrelavit: Rosa Maria Esbert i Alemany, geòloga, pionera en l'estudi del «mal de la pedra» (m. 2011).[22]
- 23 de novembre - Saragossa, Luisita Tenor, cantant espanyola de pop dels anys 60.[23]
- 30 de novembre - Barcelona: Carme Peris Lozano, il·lustradora catalana (m. 2018).[24]
- 1 de desembre - Mequinensa, Baix Cinca: Jesús Moncada i Estruga, escriptor català.
- 2 de desembre - Barcelona: Antònia Gimeno, jugadora i entrenadora de bàsquet catalana.[25]
- 22 de desembre - Maó: Ramon Coll i Huguet, pianista menorquí (m. 2023).
- 23 de desembre - Carlet, Ribera Alta: Milagros García i Bonafé –o Mila García–, professora, pedagoga i promotora de l'esport.[26]

Resta del món
- 1 de gener, Stroud, Anglaterra: Martin Evans, genetista i bioquímic anglès.
- 7 de gener, Halifax, Anglaterra: John Ernest Walker, químic anglès.
- 9 de gener, Staten Island, Estats Units: Joan Baez, cantant estatunidenca.
- 21 de gener, 
  - Boston, Estats Units: Elaine Showalter, crítica literària i acadèmica feminista estatunidenca, creadora de la «ginocrítica».[27]
  - Madrid, Espanya: Plácido Domingo, cantant d'òpera espanyol.
  - Montevideo, Uruguai: Margarita Percovich, política uruguaiana, militant del Front Ampli.[28]
- 24 de gener, Tel-Aviv, Israel: Dan Shechtman, científic israelià.
- 29 de gener, Lake Worth: Robin Morgan, escriptora, professora, activista i teòrica política estatunidenca.[29]
- 19 de febrer, Washington DC, Estats Units: David Gross, físic estatunidenc.
- 14 de març, Emden, Alemanya: Wolfgang Petersen, director de cinema alemany.[30]
- 16 de març:
  - Madrid, Espanya: Carlos Giménez, il·lustrador espanyol.
  - Parma, Itàlia: Bernardo Bertolucci, director de cinema i guionista italià.[30]
- 26 de març, Frugarolo, Itàlia: Lella Lombardi, pilot de curses de Fórmula 1 italià (m. 1992).[31]
- 29 de març, Filadèlfia, Estats Units: Joseph Hooton Taylor, físic i astrònom estatunidenc.[32]
- 8 d'abril - Derbyshire, Anglaterra: Vivienne Westwood, dissenyadora de moda anglesa, relacionada amb l'estètica punk i new wave.[33]
- 11 d'abril - Cheshire, Anglaterra: Shirley Stelfox, actriu anglesa (m. 2015).[34]
- 12 d'abril, Barking, Anglaterra: Bobby Moore, futbolista anglès (m. 1993).[35]
- 13 d'abril - 
  - Nova York, Estats Units: Michael Stuart Brown, metge i genetista estatunidenc.[36]
  - Blackwood, Caerffili, Gal·les: Margaret Price, soprano gal·lesa (m. 2011).[37]
- 26 d'abril -
  - ?: F. Richard Stephenson, astrònom britànic.[38]
  - París, França: Claudine Auger, actriu francesa (m. 2019).[39]
- 28 d'abril, Filadèlfia, Estats Units: Karl Barry Sharpless, químic estatunidenc.[40]
- 5 de maig, Palackattumala, Jose Kaimlett, religiós indi, fundador dels Heralds de la Bona Nova[41]
- 9 de maig, Cudworth, Regne Unit: Dorothy Hyman, atleta britànica medallista olímpica els anys 1960 i 1964.[42]
- 13 de maig, Pacoima, Estats Units: Ritchie Valens, cantautor i guitarrista estatunidenc (m. 1959).[43]
- 19 de maig, Nova York, Estats Units: Nora Ephron, productora, guionista i directora de cinema estatunidenca.[44]
- 24 de maig, Duluth, Minnesota: Bob Dylan (llavors Robert Allen Zimmerman), cantautor i Premi Nobel de Literatura de l'any 2016.[45]
- 26 de maig, Filadèlfia, Estats Units: Alan Kotok, informàtic estatunidenc.
- 30 de maig, Gènova: Marisa Solinas, actriu i cantant italiana (m. 2019).[46]
- 31 de maig, Nova York, Estats Units: Louis José Ignarro, farmacòleg estatunidenc.[47]
- 3 de juny, Berlín, Alemanya: Monika Maron, escriptora alemanya.[48]
- 5 de juny, Buenos Aires, Argentina: Martha Argerich, pianista argentina.[49]
- 9 de juny, Leicester, Anglaterra: Jon Lord, compositor, pianista i organista anglès (m. 2012).[50]
- 10 de juny, Elorrio, País Basc: José Antonio Ardanza Garro, polític basc, lehendakari] d'Euskadi entre 1985 i 1999 (m. 2024).[51]
- 12 de juny, Chelsea, Massachusetts (EUA): Chick Corea, músic de jazz estatunidenc (m. 2021).[52]
- 15 de juny, Governors Island, Manhattan, Nova York, Nova York (Estats Units): Neal Adams, dibuixant de còmic estatunidenc (m. 2022).[53]
- 24 de juny, Sliven, Bulgària: Julia Kristeva, filòsofa, escriptora i teòrica de la literatura i del feminisme francesa d'origen búlgar.[54]
- 1 de juliol:
  - New Haven, Estats Units: Alfred Goodman Gilman, farmacòleg estatunidenc (m. 2015).[55]
  - Timmins, Canadà: Myron Scholes, economista canadenc, Premi Nobel d'Economia de l'any 1997.[56]
- 5 de juliol, Altaussee, Àustria: Barbara Frischmuth, escriptora austríaca.[57]
- 7 de juliol, Phoenix, Estats Units: Nancy Farmer, escriptora de literatura juvenil estatunidenca.[58]
- 10 de juliol, Bugia, Algèria: Wassyla Tamzali, advocada i escriptora feminista i laïcista |algeriana.[59]
- 19 de juliol, Rotterdam, Països Baixos: Neelie Kroes, política i professora universitària neerlandesa.[60]
- 2 d'agost:
  - Echternach, Luxemburg: Jules A. Hoffmann, biòleg francès d'origen luxemburguès.[61]
  - Etterbeek, Bèlgica: François Weyergans, escriptor i realitzador cinematogràfic belga.[62]
- 12 d'agost, Saint-Félix-de-Valois, Quebec: Réjean Ducharme, escultor, escriptor i dramaturg en llengua francesa quebequès.
- 15 d'agost, Oxford, Anglaterra: Laura Mulvey, teòrica del cinema i realitzadora britànica, professora a la Universitat de Londres.[63]
- 17 d'agost, Minna, Nigèria: Ibrahim Babangida, polític nigerià, el vuitè president de la República entre els anys 1985 i 1993.[64]
- 20 d'agost, Požarevac, Sèrbia: Slobodan Milošević, polític serbi, president de Sèrbia.[64]
- 29 d'agost, Mindelo, Cap Verd: Cesária Évora, cantant de Cap Verd, reconeguda a nivell internacional (m. 2011).[65]
- 9 de setembre, Dawson, Estats Units: Otis Redding, músic estatunidenc (m. 1967).[66]
- 24 de setembre, Nova York, Estats Units: Linda McCartney, música, compositora, activista pels drets dels animals i fotògrafa americana, esposa de Paul McCartney (m. 1998).[67]
- 8 d'octubre, Greenville, Carolina del Sud (EUA): Jesse Jackson, activista pels drets civils, pastor baptista i polític estatunidenc.[68]
- 9 d'octubre, Marsella, França: Jean-Jacques Schuhl, escriptor francès.
- 13 d'octubre, Newark, Estats Units: Paul Simon, cantautor i músic estatunidenc.[69]
- 30 d'octubre, Heidelberg, Alemanya: Theodor W. Hänsch, físic alemany.[70]
- 21 de novembre, Fuengirola, Espanya: Julio Anguita González, professor i polític comunista espanyol (m. 2020).[64]
- 25 de novembre, Madridː Elena Arnedo, ginecòloga, política i activista socialista.[71]
- 30 de novembre, Washington DC, Estats Units: Rosalind Krauss, crítica i teòrica de l'art i professora universitària.[72]
- 4 de desembre, l'Havana, Cuba: Humberto Solás Borrego, director, productor i guionista de cinema cubà (m. 2008).[30]
- 29 de desembre, Bora Bora, Polinèsia Francesa: Tarita Tériipaia, actriu francesa.[73]
- 31 de desembre, Glasgow, Escòcia: Alex Ferguson, jugador i entrenador de futbol escocès.

## Necrològiques
Països Catalans
- 18 de gener - Barcelona: Júlia Peraire, model pictòrica i parella del pintor Ramon Casas (n. 1888).[74]
- 2 de febrer - Alcoi, Alcoià: Vicent Pascual Pastor, arquitecte valencià.
- 26 d'abril - Monestir de Poblet, Conca de Barberà: Eduard Toda i Güell, egiptòleg, antropòleg, escriptor i filantrop català (n. 1855).[75]
- 24 de maig - Paterna, Horta de València: Joan Baptista Peset i Aleixandre, metge, científic i polític valencià, rector de la Universitat de València, mor afusellat pel règim franquista (n. 1886).[76]
- 1 d'agost - Barcelona: Eulàlia Ferrer, editora, llibretera, impressora i directora del Diario de Barcelona durant vint anys (n. 1776).[77]
- 21 de novembre - Barcelona, Barcelonès: Prudenci Bertrana i Comte, escriptor modernista català.
- 7 de desembre - Barcelona, Barcelonès: Lluís Millet i Pagès, activista cultural català, fundador de l'Orfeó Català.[78]

Resta del món
- 1 de gener - Haddam, Connecticut (EUA)ː Kate Campbell Hurd-Mead, feminista pionera i metgessa especialista en obstetrícia (n.1867).[79]
- 4 de gener - París, França: Henri Bergson, escriptor, filòsof i professor universitari francès.
- 5 de gener - Estuari del Tàmesi: Amy Johnson, pilot anglesa, pionera de l'aviació i primera dona a volar sola (n. 1903).[80]
- 8 de gener - Nyeri, Kenya: Robert Baden-Powell, militar britànic, fundador de l'escoltisme.
- 13 de gener - Zúric, Suïssa: James Joyce, escriptor irlandès.[81]
- 24 de gener, Cotorroː Laura Martínez de Carvajal, oftalmòloga i primera metgessa de Cuba.[82]
- 20 de febrer - Sint-Martens-Latem, Bèlgica: George Minne, escultor i dibuixant belga.
- 21 de febrer - Musgrave Harbour, Canadà: Frederick Banting, metge canadenc.
- 24 de febrer - Hamburg: Dörte Helm, artista alemanya, membre de la Bauhaus (n. 1898).[83]
- 28 de febrer - Roma, Regne d'Itàlia: Alfons XIII d'Espanya, aristòcrata espanyol, rei d'Espanya.
- 4 de març - Ginebra, Suïssa: Ludwig Quidde, historiador i pacifista alemany.Premi Nobel de la Pau de l'any 1927 (n. 1858)[84]
- 8 de març - Madrid, Espanya: Josep Serrano i Simeón, compositor valencià, autor de l'actual himne oficial del País Valencià.
- 19 de març, Torí, Regne d'Itàlia: Matteo Ceirano, industrial italià.
- 28 de març - Lewes, Anglaterra: Virginia Woolf, escriptora i editora anglesa.(n. 1882).[85]
- 13 d'abril - Cambridge, Massachusetts: Annie Jump Cannon, astrònoma estatunidenca fonamental per a la classificació estel·lar (n. 1863)[86]
- 26 de maig - Marsella: Berthe Sylva, pseudònim de Berthe Faquet, cantant francesa de cafè concert (n. 1885).[87]
- 4 de juny - Haus Doorn, Països Baixos: Guillem II de Prússia, Kàiser de l'Imperi Alemany i Rei de Prússia (1888-1918) i cap de la casa imperial i reial de Prússia (1918-1941) (n. 1859).[88]
- 29 de juny -Nova York, Estats Units: Ignacy Jan Paderewski, polític, pianista i compositor polonès (n. 1860).[89]
- 4 d'agost:
  - Budapest, Hongria: Mihály Babits, poeta hongarès (n. 1883).[90]
  - Hong Kong: Xu Dishan (xinès:许 地 山), escriptor, traductor xinès, especialista en el Budisme.També se'l coneix pel seu nom de ploma Luo Huasheng (n. 1893).[91]
- 7 d'agost - Calcuta (Índia): Rabindranath Tagore, escriptor, músic, pintor i filòsof indi, Premi Nobel de Literatura el 1913.[92]
- 14 d'agost - Tolosa, Occitània: Paul Sabatier, químic occità. Premi Nobel de Química de l'any 1912 (n. 1854).[93]
- 16 d'agost - Múnic: Pauline Schöller, soprano austríaca (n. 1859).[94]
- 9 de setembre - Friburg de Brisgòvia (Alemanya): Hans Spemann, metge i zoòleg alemany, Premi Nobel de Medicina o Fisiologia de 1935 (n. 1869).
- 8 d'octubre - Chicago, Illinois: Helen Morgan, cantant i actriu de teatre i cinema de nacionalitat nord-americana (n. 1900).[95]
- 18 de novembre - Bad Muskau, Alemanya: Walther Hermann Nernst, físic i químic alemany.
- 4 de desembre - Torí, Itàlia: Amalia Guglielminetti, escriptora italiana (n. 1881).[96]
- 10 de desembre - Múnic, Alemanya: Albert Döderlein, ginecòleg alemany.